# Crass
Crass (anglicky zabedněný) byla anglická punková kapela propagující anarchismus, přímé akce, zrušení státu a soukromého vlastnictví[zdroj⁠?!].
Crass vznikli v roce 1977 na farmářském sídlu ze sedmnáctého století zvaném Dial House určeném jako základna kulturních, uměleckých a politických projektů od průkopnického jazzu až k pomoci založení hnutí nezávislých festivalů. Crass také patřili k předchůdcům anarchopacifismu.

## Historie
Toto umělecké seskupení vzniklo, když zakladatel Dial House a původní člen průkopnické skupiny EXIT, tvořící performance art (aktivní umění, využívající k tvorbě prostoru, času a umělcova vztahu s publikem) Penny Rimbaud (vlastním jménem Jerry Ratter) začal tvořit spolu s fanouškem The Clash, Stevem Ignorantem, který v té době ještě bydlel doma. Společně se jim podařilo vytvořit písně So what? a Do They Owe Us A Living? v sestavě zpěv a bubny. Po velmi krátkou dobu si začali říkat Stormtrooper (úderné oddíly SA) předtím, než zvolili název Crass podle písně Davida Bowieho Ziggy Stardust, kde se zpívá „The kids was just crass“). Postupně se přistěhovali i ostatní členové a netrvalo dlouho než měli Crass své první vystoupení jako součást pouličního squat festivalu v Hunley Street v severním Londýně. Brzy nato hráli v legendárním klubu Roxy na území Londýnské Covent Garden. Podle vyjádření samotné kapely se jednalo o opileckou katastrofu, která byla zakončena jejich vyhoštěním z pódia a dala vzniknout nesmrtelné písni Banned from the Roxy a Rimbaudově eseji Crass at the Roxy. Při začátcích pravidelného koncertování s UK Subs v klubu White Lion v Putney to často vypadalo tak, že jedinými posluchači Crass byli UK Subs a naopak.
O nějakou dobu později se kapela rozhodla přejít na propracovanější přístup, hlavně co se provedení týče. Společně s opuštěním požívání drog jako marihuana a alkohol před začátkem koncertů také přijali nápad oblékání se do černého či armádou vyřazeného oblečení, ať už při koncertu či mimo něj. Také předvedli své osobité logo navržené Rimbaudovým přítelem Davidem Kingem (později účinkoval v uskupení Sleeping Dogs). Poprvé se objevilo na prvním vydání obalu alba Feeding of 5000.
Logo kapely znázorňuje spojení několika „symbolů nadvlády“ - křesťanský, německý válečný či keltský kříž, svastiku a britskou vlajku, to vše s kombinací dvouhlavého draka žeroucího svůj vlastní ocas. Vize zobrazující přesvědčení, že mocenská nadvláda nakonec vede k vlastnímu sebezničení. Z loga se zároveň dá vyčíst celý název kapely - C (vpravo), R (diagonálně z levého spodního k pravému hornímu rohu), A (vpravo dole či vlevo nahoře) a konečně S (drak).
Kapela se zdráhala jakéhokoliv použití světelných efektů během živých vystoupením upřednostňováno bylo osvětlení pomocí jednoduchých žárovek. Crass využívali promítaných filmů na pozadí a videokoláží vytvořených Mickem Duffieldem a Gee Vaucher.

### Vydavatelství Crass Records
První album Crass nese název The Feeding of 5000 („Krmě pěti tisíců“, pojmenování je odvozeno z požadavků nahrávacího studia, kdy nejmenší počet vydaných kusů mohl činit 5000, zatímco Crass doufali sotva ve stovku) a jedná se o 18skladbovou 12palcovou vinylovou EP desku určenou k přehrávání v režimu 45 otáček za minutu vydanou vydavatelstvím Small Wonder v roce 1978 (zde také vydával například slavný punkový básník a písničkář Patrik Fitzgerald). Vydání původní desky bylo nakonec zamítnuto kvůli „rouhavému“ obsahu skladby Reality Asylum (která nabízí protichůdnou interpretaci Krista oproti Bibli). Album koneckonců vyšlo, avšak tato úvodní píseň byla vypuštěna a vyměněna za dvě minuty ticha ironicky pojmenované The Sound Of Free Speech („Hlas svobody projevu“). Tato událost vedla Crass k zřízení vlastního nahrávacího studia nazvaného Crass Records za účelem plné redakční kontroly vlastních nahrávek a „Reality Asylum“ bylo brzy na to opět nahráno a vydáno zvlášť jako 7palcový singl. Při pozdějším tisknutí byla tato skladba na původním albu obnovena.
Podobně jako svou vlastní tvorbu uvolnilo nakladatelství Crass i nahrávky ostatních představitelů. Jako první singl z roku 1980 „You Can Be You - můžeš být sám sebou“ od Honey Bane, dospívající dívky, která se uchýlila do Dial House během útěku z domova svých rodičů. Mezi ostatní umělce patřili Zounds, Flux Of Pink Indians, Rudimentary Peni, Conflict, islandská kapela KUKL (spolu se zpěvačkou Björk), dále pěvkyně Jane Gregory a také Poison Girls, Crass podobnou skupinu, která s nimi po dlouhá léta úzce spolupracovala. Také zde vyšly sbírky Bullshit Detectors (1-3) - kompilace, demo nahrávky a dále neupravované záznamy mnoha kapel, které měly zastupovat princip D.I.Y.
Čísla v katalogu nahrávek vydavatelství Crass znamenala odpočet k roku 1984 (například 521984 znamenajíc 5 let do (2=to) 1984… rok ve kterém se Crass chystali plánovaně rozpadnout a zároveň datum významné pro protiutlačitelský kalendář a totiž 1984 – román George Orwella.

### Penis Envy
Crass vydali své třetí album pojmenované Penis Envy (pojem z psychoanalýzy - skrytá touha žen po primárních znacích mužského pohlaví) v roce 1981. Nabídlo složitější hudební sestavení a výlučně ženský zpěv zajištěný Eve Libertine a Joy De Vivre (přestože Steve Ignorant i nadále zůstal členem seskupení a je na zadní straně obalu uveden jako „na tomto albu nezúčastněný“.
Toto album se pokusilo uchytit feministická témata a opět zaútočilo na instituce sociálního uspořádání jako svatba a potlačování pohlavních pudů. Jedna skladba, úmyslně sladká parodie na milostné písně nazvaná „Our Wedding - Naše svatba“ byla vydána na disku k časopisu pro dospívající dívky poté, co tam byla nabídnuta společností říkající si Creative Recording And Sound Services (povšimněte si počátečních písmen). Odhalení podvodu vedlo k menšímu bulvárnímu sporu, kdy News of the Wold popsalo název alba za příliš oplzlý k vydání.

### Christ The Album
Nahrání, vydání a úprava čtvrté LP v pořadí, dvoudiskové sady nazvané Christ The Album zabralo o něco více než rok, během kterého vypukla a skončila válka o Falklandy (spor o ostrovy jejichž vlastnictví bylo po dlouhá léta otázkou sporu mezi Spojeným královstvím a Argentinou. Argentinský prezident se rozhodl pro rychlou akci, to si však britští konzervativci nenechali líbit) Pro Crass to uvedlo zásadní otázku ohledně tvorby dalších nahrávek. Jako skupina jejímž zásadním cílem bylo komentovat politická témata se cítili přebyteční a převálcováni světovým děním. Následné vydání obsahující singly "How does it Feel to Be the Mother of A Thousand Dead - jaký je to pocit být matkou tisíce mrtvých?", Sheep Farming in the Falklands" a album „Yes Sir, I Will - dle rozkazu pane se zdálo být jako návrat k vlastním kořenům, politicky promyšlené zjednodušení zvuku jako snaha zdůraznit obsah před formou.

### Přímá akce, aféra Thatchergate a vnitřní rozhovory
Od počátků sprejování šablonových graffiti v síti londýnského metra se Crass vždy hlásili k řešení pomocí přímé akce. V letech 1983 a 1984 byli součástí akce „Stop the City“, které se dají přirovnat k dnešním antiglobalizačním demonstracím. Otevřená podpora takovýchto činů byla uvedena v textu posledního singlu vydaného Crass názvem „You Are Already Dead - jste mrtví už teď“, který se také jeví jako opuštění dosavadního oddání pacifismu. Jako odpověď na tuto diskusi bylo dalším počinem nesoucím název kapely sbírka 50 básní Pennyho Rimbauda „Acts of Love“, s dodatkem: „písně pro mé druhé já“ za účelem oslavy hluboké sevřenosti, míru a lásky, kterou kladl ke svému …druhému já.“
Fiktivní válka vyvolaná Crass po válce o Falklandy nashromáždila dostatek pozornosti k nastolení Reaganova podezření z jejich spolupráce s KGB. Známy jako „kazety Thatchergate“ obsahovaly nahrávky fingovaný rozhovor mezi Margaret Thatcher a Ronaldem Reaganem vytvořený pomocí sestřihů jejich hlasů ve kterém vypověděli, že Evropa by byla skončila jako cíl pro jaderné zbraně středního doletu v případě jakéhokoliv jaderného sporu mezi USA a Sovětským Svazem. Kopie se prokousaly na veřejnost a přestože byly vytvořeny v naprosté anonymitě, britské noviny Observer si dokázaly vytvořit souvislost mezi nahrávkami a kapelou.
Poté, co se stali Crass trnem v oku vlády Margaret Thatcherové za kritiku války o Falklandy, se museli stáhnout z oka veřejnosti. Návrhy v parlamentu ohledně stíhání podle „Zákona o oplzlých činech“ vedly ke spoustě potyček před soudním dvorem a to, co kapela nazvala jako pronásledování si nakonec vybralo svou daň. 7. června roku 1984 si Crass zahráli svůj poslední koncert v Aberdare ve Wales v prospěch stávkujících horníků předtím, než se stáhli do Dial House k předurčení svých cílů.
Steve Ignorant odešel ke kapele Conflict, se kterou již v podstatě spolupracoval a v roce 1992 vytvořil seskupení Schwartzeneggar. V letech 1997-2000 byl členem skupiny Stratford Mercenaries a také po nějakou dobu pracoval v loutkohře typu Punch and Judy.

### Po roce 2002
V listopadu 2002 spolupracovalo pár původních členů Crass pod pojmenováním „The Crass Collective - kolektiv Crass“ k uspořádání „Your Country Needs You - tvá země tě potřebuje“ - koncertu protiválečných hlasů, který se konal v Queen Elizabeth Hall na jižním břehu Londýna a jehož součástí bylo představení Brittenova Válečného rekviem („War Requiem“). V říjnu 2003 se „Kolektiv Crass“ pozměnil na „Crass Agenda - Program Crass“ s následným pravidelným pokračováním. Během roku 2004 byly „Crass Agenda“ v popředí kampaně k záchraně jazzového klubu Vortex v Stroke Newington v severním Londýně, který se nyní nachází v Hackney. „Crass Agenda“ bylo v květnu 2005 vyhlášeno za ukončené s následnou změnou názvu na „Last Amendment - Poslední pozměňovací návrh“. Objevila se „nová“ skladba Crass v podstatě předělávka písně z roku 1982 Major General Despair s novými slovy a vznikla píseň „The Unelected President - Nezvolený prezident“.

## Členové
- Penny Rimbaud (bicí)
- Gee Vaucher (výtvarná část)
- Steve Ignorant (hlas)
- N. A. Palmer (kytara)
- Phil Free (kytara)
- Pete Wright (basová kytara)
- Eve Libertine (hlas)
- Joy De Vivre (hlas)
- Mick Duffield (filmy)

## Diskografie
(vydáno u nakladatelství Crass Records pokud není uvedeno jinak)

### LP
- The Feeding of the 5000 (LP, 1978, Small Wonder Records)
- The Feeding of the 5000 - Second Sitting (LP, 1980, Reissue on Crass Records 621984, s chybějící písní Asylum)
- Stations Of The Crass (521984, double LP, 1979)
- Penis Envy (321984/1, LP, 1981
- Christ - The Album (BOLLOX2U2, double LP, 1982)
- Yes Sir, I Will (121984/2, LP, 1983)
- Acts Of Love (1984/4, LP a kniha, 1985. Básně Penny Rimbaud zpívané Eve Libertine a Steve Ignorant, ilustrována Gee Vaucher)
- Best Before 1984 (CATNO5, double LP kompilace, 1986)

### Kompilace
- It's You — skladba z protiválečné kompilace P.E.A.C.E. nakladatelstvím R. Radical Records (1984)
- Powerless With A Guitar — skladba z kompilace za ochranu zvířat „Devastate to Liberate - ničením ke svobodě“ pro organizaci Animal Liberation Front, nakladatelství TIBETan records, (1986) (titul je odkazem na báseň Güntera Grasse)
- The Unelected President — skladba z protiválečné CD kompilace Peace Not War. (Je předělávkou písně „Major General Despair“ z roku '82 s novým textem a přídavnými nástroji Dylana Batese, 2003